# 小林歩乃佳
小林 歩乃佳(こばやし ほのか、1997年8月21日 - )は日本の女優、タレント。埼玉県出身。サンミュージックブレーン所属。

## 人物
- スリーサイズはB75cm・W63cm・H87cm、靴のサイズは25cm[1]。
- 趣味は部屋の模様替え。
- 特技はサッカー、スキー、フラフープ。
- ほぼ毎日のようにブログを更新していたが、2016年6月17日で突如ブログを終了した[2]。以降、芸能活動が確認されていない。Twitterは以降も更新されていたが、しばらくするとツイートが少なくなり、やがて非公開になった。

## 出演

### テレビドラマ
- 恋するイヴ（2013年12月24日、日本テレビ） - ユリ 役
- GTO 第3話（2014年7月17日、フジテレビジョン）
- 新・刑事吉永誠一 第1話（2014年10月17日、テレビ東京） - 重田ちなみ 役
- トカゲの女　警視庁特殊犯罪バイク班（2014年11月26日、テレビ東京）
- 火災調査官・紅蓮次郎15（2015年6月6日、テレビ朝日） - 新倉亜美 役
- 劇場霊からの招待状 第4話（2015年10月26日、TBS）
- 痛快TV スカッとジャパン（2015年8月3日、2016年3月7日、フジテレビジョン）

### バラエティー
- テストの花道（2013年4月〜、NHK教育テレビ） - レギュラー
- ミュージックドラゴン（2013年10月4日、日本テレビ） - 朗読少女

### CM
- アクサ生命 保険をくるり・大切な人 保障スペシャル 〜娘の入学篇〜（2013年）
- 代々木ゼミナール Y－SAPIX（2014年）
- freee「ツバメの恩返し」篇 [3][4]（2015年）

### 舞台
- アリスインプロジェクト「おうちに帰るまでが遠足です[5]」（2014年7月13日 - 17日、池袋・シアターKASSAI） - 星組 スカーレット 役

### ラジオ
- レインボータウンFM「おしゃまnaらじお」

### ミュージックビデオ
- さよならポニーテール「新世界交響楽」[6]。